# Traslosheros
Traslosheros es una entidad de población española del municipio de Arcentales, perteneciente a la provincia de Vizcaya, en la comunidad autónoma del País Vasco.

## Demografía
En 2023, la entidad singular de población tenía empadronados 90 habitantes y el núcleo de población, 25.